# Dennis O'Keefe
Dennis O'Keefe (29 de março de 1908 - 31 de agosto de 1968) foi um ator e roteirista estadunidense.

## Primeiros anos
O'Keefe nasceu em Fort Madison, Iowa, como Edward Vance Flanagan, filho de Edward J. Flanagan e Charlotte Flanagan (nascida Ravenscroft), ambos artistas de vaudeville de ascendência irlandesa. Quando criança, ele se juntou ao ato de seus pais e mais tarde escreveu esquetes para o teatro. Ele frequentou a Universidade do Sul da Califórnia, mas abandonou os estudos no meio do segundo ano após a morte de seu pai.

## Carreira
O'Keefe começou a atuar no cinema como figurante em 1931 e apareceu em diversos filmes sob o nome de Bud Flanagan. Após seu papel em Saratoga (1937), Clark Gable recomendou O'Keefe à Metro-Goldwyn-Mayer, que o contratou em 1937 e o renomeou como Dennis O'Keefe.
Seus papéis se tornaram mais significativos a partir daí, começando com The Bad Man of Brimstone (1938), ao lado de Wallace Beery, e o papel principal em Burn 'Em Up O'Connor (1939). Ele deixou a MGM por volta de 1940, mas continuou a trabalhar principalmente em produções de baixo orçamento. O'Keefe costumava interpretar o "cara durão" em dramas de ação e crime, mas também era conhecido como ator cômico e protagonista dramático. Ele ganhou grande atenção com um papel marcante em The Story of Dr. Wassell e se tornou uma estrela da comédia.
Na metade da década de 1940, ele assinou um contrato de cinco anos com Edward Small. O'Keefe estrelou clássicos do cinema noir, como T-Men e Raw Deal (1948) Raw Deal, ambos dirigidos por Anthony Mann. 
Em 1950, O'Keefe estrelou o programa de rádio T-Man na CBS. Durante a década de 1950, também dirigiu e escreveu histórias de mistério. Ele fez diversas aparições especiais em programas de televisão, como Justice, The Ford Show, Studio 57 e Climax!. Em 1957, tornou-se o apresentador permanente de Suspicion, uma série antológica na qual 10 episódios foram produzidos por Alfred Hitchcock. Após dois episódios, ele deixou a série, que seguiu sem substituto. De 1959 a 1960, foi a estrela de The Dennis O'Keefe Show.
Seus papeis na Broadway incluem Never Live Over a Pretzel Factory (1964) e Never Too Late.
O'Keefe também escreveu roteiros sob o pseudônimo de Jonathan Rix no final dos anos 1940 e 1950, e posteriormente como Al Everett Dennis na década de 1960. Ele também estrelou, escreveu e dirigiu o filme Angela (1955).

## Vida pessoal
O'Keefe casou-se com a atriz Louise Stanley em 1937, mas o casal se divorciou em 1938. Em 1940, ele se casou com a atriz e dançarina Steffi Duna, com quem teve dois filhos: Juliena e James.
O'Keefe foi criado como católico romano. Registrado como democrata, apoiou Adlai Stevenson na eleição presidencial de 1952.

## Morte
Fumante inveterado, O'Keefe morreu de câncer de pulmão em 1968, aos 60 anos, no Hospital St. John em Santa Monica, Califórnia. Foi enterrado em Wee Kirk O' the Heather, no Forest Lawn Memorial Park, em Glendale, Califórnia.

## Filmografia
Como Bud Flanagan:
- Reaching for the Moon (1930)
- Cimarron (1931)
- Lady Killer (1933)
- Fog Over Frisco (1934)
- Transatlantic Merry-Go-Round (1934)
- Jimmy the Gent (1934)
- Saratoga (1937)

Como Dennis O'Keefe:
- The Bad Man of Brimstone (1938)
- Hold That Kiss (1938)
- Vacation From Love (1938)
- Burn 'Em Up O'Connor (1939)
- Topper Returns (1940)
- Weekend for Three (1941)
- Broadway Limited (1941)
- Lady Scarface (1941)

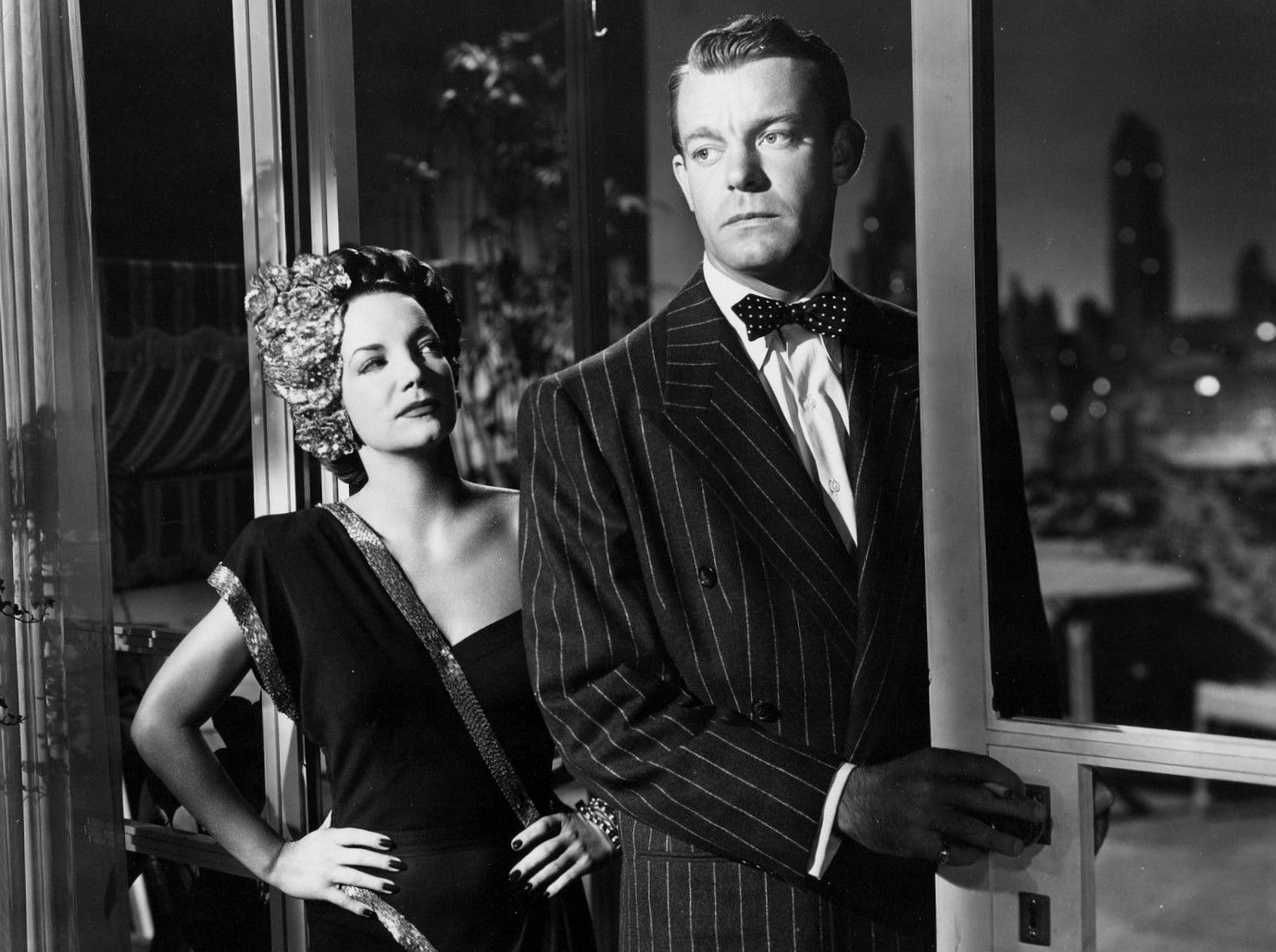
O'Keefe com Carmen Miranda em Doll Face, 1946.

- The Affairs of Jimmy Valentine (1942)
- Moonlight Masquerade (1942)
- Hi Diddle Diddle (1943)
- The Leopard Man (1943)
- Hangmen Also Die (1943)
- Abroad with Two Yanks (1944)
- The Fighting Seabees (1944)
- The Story of Dr. Wassell (1944)
- Up in Mabel's Room (1944)
- Brewster's Millions (1945)
- The Affairs of Susan (1945)
- Getting Gertie's Garter (1945)
- Doll Face (1946)
- Dishonored Lady (1947)
- T-Men (1947)
- Raw Deal (1948)
- Walk a Crooked Mile (1948)
- Cover Up (1949)
- Abandoned (1949)
- The Great Dan Patch (1949)
- Woman on the Run (1950)
- The Company She Keeps (1950)
- The Eagle and the Hawk (1950)
- The Company She Keeps (1951)
- One Big Affair (1952)
- The Lady Wants Mink (1953)
- The Fake (1953)
- The Diamond, aka The Diamond Wizard (1954)
- Drums of Tahiti (1954)
- Las Vegas Shakedown (1955)
- Chicago Syndicate (1955)
- Inside Detroit (1956)
- Dragoon Wells Massacre (1957)
- Lady of Vengeance (1957)
- All Hands on Deck (1961)
- The Naked Flame (1964)